# Grupo Desportivo Interclube
El Grupo Desportivo Interclube, usualmente llamado Interclube o Inter Luanda, es un equipo de fútbol de Angola que juega en la Girabola, la liga de fútbol más importante del país. Tiene secciones de atletismo, boxeo y baloncesto.

## Historia
Fue fundado en el año 22 de febrero de 1976 en la capital Luanda, ganando su primer título en 1986, la Copa de Angola.
Luego ganaron la Girabola 2 veces y han jugado en 11 ocasiones a nivel internacional.

## Palmarés
- Girabola: 2

2007, 2010.
- Copa de Angola: 3

1986, 2003, 2011.
- - Subcampeón: 1

2005.
- Super Copa de Angola: 3

2001, 2008, 2012.
- - Subcampeón: 1

2011.
- Recopa Africana: 0
  - Subcampeón: 1

2001

## Participación en competiciones de la CAF

### Liga de Campeones de la CAF
| Temporada | Ronda      | Club                | Casa  | Visita | Global      |
| --------- | ---------- | ------------------- | ----- | ------ | ----------- |
| 2008      | Preliminar | Renacimiento FC     | 2-1   | 2-1    | 4-2         |
| 2008      | 1          | SC Praia            | 1-0   | 1-2    | 2-2 (a)     |
| 2008      | 2          | Zamalek SC          | 2-1   | 0-3    | 2-4         |
| 2011      | Preliminar | Township Rollers FC | w.o.1 | w.o.1  | w.o.1       |
| 2011      | 1          | Al-Merrikh SC       | 2-0   | 0-2    | 2-2 (3-2 p) |
| 2011      | 2          | MC Alger            | 1-1   | 2-3    | 3-4         |

1- Township Rollers abandonó el torneo.

### Copa Confederación de la CAF
| Temporada | Ronda          | Club                | Casa | Visita | Global      |
| --------- | -------------- | ------------------- | ---- | ------ | ----------- |
| 2004      | 1              | Douanes             | 1-2  | 1-2    | 2-4         |
| 2005      | 1              | FC 105 Libreville   | 1-3  | 1-3    | 2-6         |
| 2006      | 1              | Sogéa FC            | 2-0  | 0-1    | 2-1         |
| 2006      | 2              | Township Rollers FC | 1-0  | 1-1    | 2-1         |
| 2006      | 3              | USCA Foot           | 1-0  | 0-0    | 1-0         |
| 2006      | Fase de grupos | Petro Luanda        | 1-3  | 1-4    | 4.º lugar   |
| 2006      | Fase de grupos | FAR Rabat           | 0-2  | 0-2    | 4.º lugar   |
| 2006      | Fase de grupos | Olympique Khouribga | 1-0  | 0-1    | 4.º lugar   |
| 2007      | 1              | Mwana Africa FC     | 0-0  | 0-2    | 0-2         |
| 2008      | 3              | Mount Cameroon FC   | 2-1  | 1-1    | 3-2         |
| 2008      | Fase de grupos | CS Sfaxien          | 2-3  | 1-4    | 4.º lugar   |
| 2008      | Fase de grupos | Haras El Hodood     | 1-0  | 1-4    | 4.º lugar   |
| 2008      | Fase de grupos | Club Africain       | 1-2  | 0-3    | 4.º lugar   |
| 2011      | 3              | Difaa El Jadida     | 3-0  | 2-2    | 5-2         |
| 2011      | Fase de grupos | ASEC Mimosas        | 1-0  | 0-1    | 2.º Lugar   |
| 2011      | Fase de grupos | Club Africain       | 2-1  | 0-2    | 2.º Lugar   |
| 2011      | Fase de grupos | Kaduna United       | 4-1  | 1-1    | 2.º Lugar   |
| 2011      | Semifinales    | MAS Fez             | 2-1  | 0-1    | 2-2 (a)     |
| 2012      | 1              | Tana Formation FC   | 2-0  | 0-2    | 2-2 (6-5 p) |
| 2012      | 2              | Amal Atbara         | 4-1  | 2-0    | 6-1         |
| 2012      | 3              | Dynamos FC          | 1-0  | 0-0    | 1-0         |
| 2012      | Fase de grupos | Al-Ahly Shendi      | 0-1  | 2-1    | 3.º Lugar   |
| 2012      | Fase de grupos | Al-Hilal Omdurmán   | 1-1  | 0-3    | 3.º Lugar   |
| 2012      | Fase de grupos | Al-Merrikh SC       | 0-0  | 0-1    | 3.º Lugar   |

### Recopa Africana
| Temporada | Ronda            | Club             | Casa | Visita | Global      |
| --------- | ---------------- | ---------------- | ---- | ------ | ----------- |
| 1987      | 1                | Vital'O FC       | 1-1  | 0-2    | 1-3         |
| 2001      | 1                | COB              | 8-0  | 3-0    | 11-0        |
| 2001      | 2                | Stade d'Abidjan  | 1-0  | 0-1    | 1-1 (3-1 p) |
| 2001      | Cuartos de final | Niger Tornadoes  | 4-0  | 0-1    | 4-1         |
| 2001      | Semifinales      | Kumbo Strikers   | 3-0  | 1-0    | 4-0         |
| 2001      | Final            | Kaizer Chiefs FC | 1-1  | 0-1    | 1-2         |

## Jugadores destacados
| - André Zinga - Juaninho López - Lucas Huango - Nuno Alfredo - Yuri Mabi - Mendinho - Dias Caíres - Adriano - Diogo Serafim - Eduardo Pereira - João Calemba | - Marcolino - Jean-Charles Djom - Dickson Nwakaeme - Hélder Baptista - Manuel Martins - Nuno Miguel - Paulo Gomes - Pedro António - Osvaldo Vasco |

## Entrenadores
- João Gonçalves da Silva (1981–1984)[10]
- Smica (1984-~1986)[10]
- Joka Santinho (~1986–~1988)[11][10]
- Smica (1989-1991[10]
- Carlos Alves (1991–1992)[10]
- João Machado (1992–1995)[10]
- Raúl Kinanga (1995–1997)[10]
- Cuca (1997–1999)[10]
- Arnaldo Chaves (1999–2000)[10][12]
- Oliveira Gonçalves (~2000)[13]
- Koller Servic (2000–2001)[10]
- Vesselin Jelusic (~2001–junio de 2001)[14]
- Raúl Kinanga y  Cuca (interinos- junio de 2001–?)[14]
- Oliveira Gonçalves (julio de 2001–2002)[15][10]
- Itamar Amorim (2003)[10]
- Raúl Kinanga (~2003–junio de 2003)[16][10]
- Zoran Pešić (junio de 2003-~2004)[16][11][10]
- Raúl Kinanga (2004–2005)[10]
- Georg Tripp (2005–20??)[17]
- Romeu Silva (20??–septiembre de 2006)[18]
- Raúl Quinanga (interino- septiembre de 2006–octubre de 2006)[18]
- Carlos Mozer (octubre de 2006–2008)[19]
- Augusto Inácio (2008–agosto de 2009)[20]
- Túbia (interino- 2009)[20]
- Álvaro Magalhães (2009–11)[21]
- Túbia (interino- 2011)[21][22]
- António Caldas (2011)[22][23]
- Túbia (interino- 2012)[23]
- Bernardino Pedroto (abril de 2012–enero de 2014)[10][24]
- Mirsad Omerhodžić (enero de 2014–abril de 2014)[25][24]
- José Luis Borges y  Abílio Amaral (interinos- 2014–20??)[24]
- Paulo Torres (enero de 2017–septiembre de 2018)[26][27]
- Bruno Ribeiro (diciembre de 2018–noviembre de 2019)[28][29]
- Ivo Campos (noviembre de 2019–agosto de 2021)[30][31]
- Beto Bianchi (agosto de 2021–marzo de 2022)[32][33]
- Rogério Gonçalves (junio de 2022–presente)[3]